# Overstrand, Norfolk
Overstrand är en ort och civil parish i Storbritannien.   Den ligger i grevskapet Norfolk och riksdelen England, i den sydöstra delen av landet, 180 km nordost om huvudstaden London. Overstrand ligger 38 meter över havet och antalet invånare är 952.
Terrängen runt Overstrand är platt. Havet är nära Overstrand åt nordost. Runt Overstrand är det ganska tätbefolkat, med 104 invånare per kvadratkilometer. Närmaste större samhälle är Cromer, 3,2 km nordväst om Overstrand. Trakten runt Overstrand består till största delen av jordbruksmark.